# Château de la Guerche (Nassigny)
Le château de la Guerche est situé sur la commune de Nassigny (France).

## Localisation
Le château est situé sur la commune de Nassigny, dans le département de l'Allier, dans la région Auvergne-Rhône-Alpes.

## Description
Ancienne forteresse médiévale dont il subsiste d'importants vestiges (donjon carré, tours) et qui a été entièrement remaniée à l'époque classique. Le château est formé de deux corps de bâtiments perpendiculaires délimitant une cour rectangulaire : un corps de logis et un commun. La cour est fermée par un mur percé d'un porche face à un pont surmontant des douves. La façade est encadrée de deux tours. La cour intérieure comprend également le second commun, la chapelle et le porche du XVIIIe siècle. Le porche se compose d'un petit pavillon rectangulaire à deux niveaux. Au rez-de-chaussée, il est traversé par un passage voûté en plein cintre. Du côté extérieur, l'ornementation de la porte comporte deux pilastres non cannelés surmontés de chapiteaux reliés entre eux par un bandeau orné en son centre d'un cartouche comportant une date encadrée de deux petits triangles. Sous le toit court une corniche de briques polychromes ornée de modillons.

## Histoire
Le château fait l'objet d'une inscription partielle au titre des monuments historiques depuis le 21 septembre 1981.

## Protection
Éléments protégés : les façades et les toitures (à l'exception de la construction en appentis à l'angle nord-ouest).